# Marooned (filme)
Marooned (Brasil: Sem Rumo no Espaço ) é um filme estadunidense, de 1969, dos gêneros aventura, drama, suspense e ficção científica, dirigida por John Sturges, roteirizado por Mayon Simon, baseado no livro de Martin Caidin. 

## Sinopse
Centro espacial, corre contra o tempo para salvar os tripulantes de nave espacial, sem propulsão, antes que fiquem sem oxigênio e se percam para sempre em órbita celeste.

## Elenco
- Gregory Peck  Charles Keith
- Richard Crenna ....... Jim Pruett
- David Janssen ....... Ted Dougherty
- James Franciscus ....... Clayton Stone
- Gene Hackman ....... Buzz Lloyd
- Lee Grant ....... Celia Pruett
- Nancy Kovack ....... Teresa Stone
- Mariette Hartley ....... Betty Lloyd
- Scott Brady
- Craig Huebing
- Frank Marth
- John Carter
- Vincent Van Lynn
- George Gaynes
- Tom Stewart